# アヂスキタカヒコネ
アヂスキタカヒコネ（現代仮名遣い：アジスキタカヒコネ、阿遅鉏高日子根、味耜高彦根、阿遅鋤高日子根）は、日本神話に登場する神。アヂシキタカヒコネ（阿遅志貴高日子根、阿治志貴高日子根）、アヂスキタカヒコ（阿遅須枳高日子）ともする。

## 概要
『古事記』では阿遅鉏高日子根神、阿遅志貴高日子根神、阿治志貴高日子根神と表記し、別名に迦毛大御神（カモノオオカミ）、『日本書紀』では味耜高彦根神、『出雲国風土記』では阿遅須枳高日子命と表記する。また、阿遅鋤高日子根神とも。
大国主神と宗像三女神の多紀理毘売命の間の子。同母の妹に高比売命（タカヒメ）がいる。農耕神、雷神、不動産業の神として信仰されている。『古事記』で初登場時から「大御神」と呼ばれているのは、天照大御神と迦毛大御神のみ。

## 記述
『古事記』『日本書紀』では葦原中国平定の段に登場する。アヂスキタカヒコネ（アヂシキタカヒコネ）は高天原に復命しなかったために死んでしまった、友人のアメノワカヒコの葬儀を訪れた。しかし、アヂスキタカヒコネはアメノワカヒコとそっくりであったため、アメノワカヒコの父のアマツクニタマが、アメノワカヒコが生きていたものと勘違いして抱きついてきた。アヂスキタカヒコネは穢わしい死人と一緒にするなと怒り、神度剣を抜いて喪屋を切り倒し、蹴り飛ばしてしまった。アヂスキタカヒコネの妹であり、アメノワカヒコの妻であるタカヒメは兄の名を明かす歌を詠んだ。
『出雲国風土記』神門郡高岸郷条によると、この神は昼も夜も泣いてばかりであったため、高屋を造って梯子をかけそれを登り降りさせたとある。楯縫郡神名樋山条では、天御梶日女命（アメノミカジヒメ）との間に雨の神である多伎都比古命（タキツヒコ）をもうけたとしている。

## 考証
この神は大和国葛城の鴨氏が祀っていた大和の神であるが、鴨氏は出雲から大和に移住したとする説がある。神名の「スキ」は鋤のことで、鋤を神格化した農耕神である。『古事記伝』では「アヂ」は「可美（うまし）」と同義語であり、「シキ」は磯城で石畳のことであるとしている。他に、「シキ」は大和国の磯城（しき）のことであるとする説もある。「高日子」は「高比売」の対、「根」は「根元」の意の親称と解して、名義を「立派な鋤の、高く輝く太陽の子」と考える説もある。
なお、アメノワカヒコの友人であったとの記述から、記紀におけるアヂスキタカヒコネの神話を穀物が秋に枯れて稲霊が死んだ後、春にまた復活する様子を象徴していると見る説も唱えられている。

## 祀る神社
- 都都古和氣神社（福島県東白川郡棚倉町棚倉馬場） - 主祭神
- 都々古別神社（福島県東白川郡棚倉町八槻大宮） - 主祭神
- 高鴨神社（奈良県御所市鴨神） - 主祭神
- 阿遅速雄神社（大阪府大阪市鶴見区放出東） - 主祭神
- 日光二荒山神社（栃木県日光市山内）‐太郎山主祭神